# Tomasina Morosini

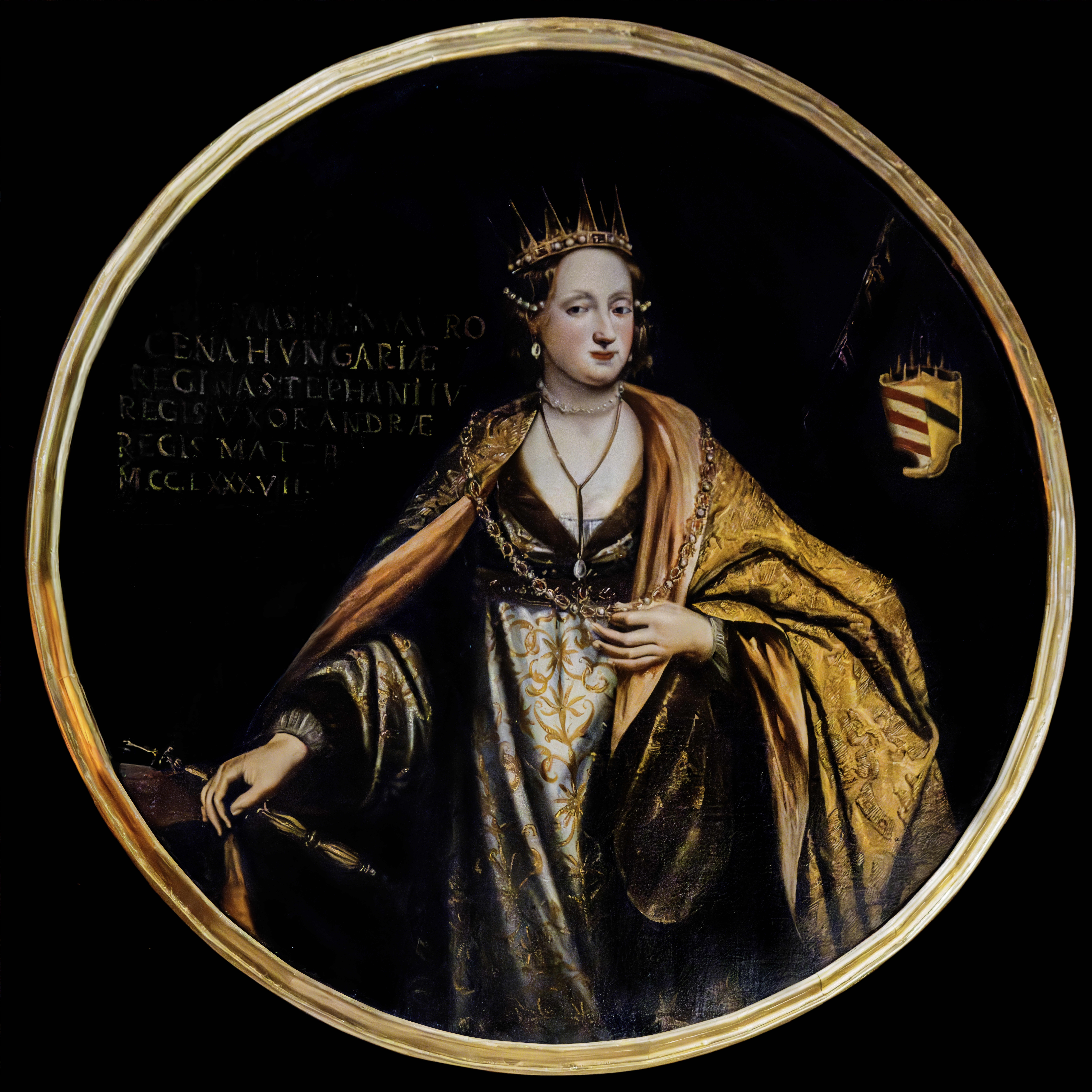
Tomasina Morosini

Tomasina Morosini (* ~1250 in Venedig; † ~ Oktober (?) 1300 in Altofen, Königreich Ungarn) war Mitglied der venezianischen Morosini-Familie, Herzogin von Slawonien und Mutter des ungarischen Königs Andreas III.

## Leben
Tomasina gehörte der venezianischen Patrizierfamilie Morosini an. Sie war die Tochter von Michele Sbarra Morosini, Patrizier von Venedig und dessen Ehefrau Agnes geb. Cornaro (Corner). Ihr Bruder war Albertino Morosini. Über ihre Kindheit und Jugend ist nur wenig bekannt. Um das Jahr 1263 wurde sie in Venedig mit dem Prinzen von Ungarn Stephan Posthumus verheiratet der zu dieser Zeit in Venedig im Exil lebte. Aus dieser Ehe ging ein Sohn Andreas hervor der auf den Namen seines Großvaters, König Andreas' II. getauft wurde.
In der Chronica de Gestis Hungarorum (der Ungarischen Bilderchronik des Markus von Kált aus dem Jahre 1358) steht über die Heirat von Tomasina Morosini mit Stephan Posthumus Folgendes:
[...nach seiner Ankunft in Venedig] Da gab ihm ein Mann, ein Bürger der Stadt Venedig, der sehr mächtig und reich war, seine Tochter zur Frau und er teilte mit ihm auch alle seine Güter, da dieser Mann von ihm wusste, dass er wirklich der Sohn des ungarischen Königs war. Mit dieser Frau hatte Stephan einen Sohn, den er nach seinem Vater ‚Andreas‘ nannte.
Nach Stephan Posthumus' frühzeitigem Tod († 1271) übernahm Andreas' Erziehung sein Onkel Albertino Morosini.
Als im Jahr 1290 der kinderlose ungarische König Ladislaus IV. (der keine legitimen männlichen Nachkommen hatte) von Kumanen ermordet wurde, entbrannte ein Kampf um den ungarischen Thron. Andreas war – als letzter männlicher Arpade – der einzige legitime Prätendent auf den Königsthron und wurde aus Venedig in das Königreich Ungarn geholt. Mit Unterstützung des heimischen Klerus sollte Andreas' Kandidatur durchgesetzt werden. Tomasina Morosini, eine erfahrene Politikerin, sowie ihr Bruder Albertino standen dem König im Kampf um den Thron zur Seite. Danach wurden sie in die Reihen des höchsten ungarischen Adels aufgenommen. Tomasina Morosini erhielt den ehrenvollen Titel 'Königinmutter' ('Regina Senior').
Sie trug mit Hilfe des venezianischen Adels wesentlich dazu bei, dass Andreas am 23. Juli 1290 in der Basilika von Stuhlweißenburg zum Apostolischen König von Ungarn gekrönt wurde. Im Oktober 1300 starb sie plötzlich und unerwartet. Laut Geschichtsschreibung starb der König darauf infolge von Erschöpfung und Kummer über den Tod seiner Mutter am 14. Januar 1301 ebenso plötzlich und unerwartet. Tomasina Morosinis Tod ist in der 'Steirischen Reimchronik' von Ottokar aus der Gaal belegt, wonach Tomasina an einer Vergiftung gestorben sein soll.
Eine zweite Version über den Tod von Tomasina Morosini bezieht sich auf die Chronik des Historikers Donato Contarini: 'Cronica Veneta sino al. a.' aus dem Jahre 1433. Gemäß dieser Chronik überlebte Tomasina ihren Sohn Andreas III. und starb um die Jahre 1313-15(?) im heimischen Venedig.